# Verrucariales
Verrucariales é uma ordem de fungos Ascomycota dentro da classe Eurotiomycetes. A maioria de seus membros são líquenes.